# Henwen
Henwen (« la Vieille Blanche », « l'Ancêtre Sacrée ») est, dans la légende arthurienne, une truie fabuleuse, née au Pays de Galles. Monstrueuse et gardée par Coll fils de Colefrewy, un magicien, elle s'échappe dans la mer en revenant périodiquement sur la côte pour apporter l'orge et le seigle au Pays de Galles, ou accoucher du Chat Palug.
Le roi Arthur se lance à sa poursuite.